# Asakura Kageaki
Pour les articles homonymes, voir Asakura (homonymie).
Asakura Kageaki est un nom japonais traditionnel ; le nom de famille (ou le nom d'école), Asakura, précède donc le prénom (ou le nom d'artiste).
Asakura Kageaki (朝倉 景鏡, 1529-4 mai 1574), aussi connu sous le nom d'Asakura Kageakira, est un samouraï de la fin de l'époque Sengoku de l'histoire du Japon.

## Source de la traduction
- (en) Cet article est partiellement ou en totalité issu de l’article de Wikipédia en anglais intitulé « Asakura Kageaki » (voir la liste des auteurs).